# Chiles Kommunistiske Parti
Chiles Kommunistiske Parti (Partido Comunista de Chile) er et kommunistisk parti i Chile. Partiet blev grundlagt i 1912 af Luis Emilio Recabarren.
Partiets leder er Guillermo Tellier. Blandt de mest prominente medlemmer og bekendte kan nævnes: Luis Emilio Recabarren, Elías Lafferte, Pablo Neruda, Victor Jara, Gladys Marín, Volodia Teitelboim og Camila Vallejo blandt andre.
Partiet udgiver El Siglo. Partiets ungdomsorganisation hedder Juventudes Comunistas de Chile.
I de sidste parlamentsvalg i Chile på December 13, 2009, vandt partiet som en del af Juntos Podemos Más liste 3 ud af 120 pladser i Deputeretkammeret.